# Список самых просматриваемых видео на YouTube
YouTube — американский веб-сайт для обмена видео со штаб-квартирой в Сан-Бруно, штат Калифорния. Он был основан Стивом Ченом, Чадом Хёрли и Джаведом Каримом в феврале 2005 года, а первым видео было «Я в зоопарке», загруженное Каримом на его канал в апреле 2005 года. Хотя изначально просматриваемыми видео были вирусные видео, такие как «Эволюция танца» и «Чарли укусил меня за палец», самыми просматриваемыми видео всё чаще стали становиться музыкальные клипы. Начиная с «Bad Romance» Леди Гаги, каждое видео, которое достигло вершины списка «самых просматриваемых видео на YouTube», было музыкальным.
В ноябре 2005 года реклама Nike с участием бразильского футболиста Роналдиньо стала первым видео, набравшим миллион просмотров.
13 января 2022 года видео Pinkfong «Baby Shark» стало первым, и единственным, набравшим 10 000 000 000 просмотров.

## Billion View Club
Ранним показателем популярности видео был так называемый Billion View Club, видео, которым удалось достичь более 1 миллиарда просмотров с момента загрузки.
В декабре 2012 года «Gangnam Style» стало первым видео, набравшим миллиард просмотров. К июню 2015 года «Baby» также сумел преодолеть этот порог; к октябрю 2015 года в общей сложности десять видеороликов достигли этой отметки, а в феврале 2018 года их число выросло до 100. Старые видео, которые были сделаны до создания YouTube в 2005 году, но были загружены после:
- «November Rain» от Guns N’ Roses стало первым видео, сделанным до создания YouTube, которое достигло отметки в миллиард просмотров к июлю 2018 года[5].
- «Numb» от Linkin Park стало первым видео 2000-х годов, сделанным до создания YouTube, которое достигло отметки в миллиард просмотров в ноябре 2018 года[6].
- «Bohemian Rhapsody» от Queen стало первым видео 1970-х годов (и видео до 1990-х годов), которое достигло отметки в миллиард просмотров в июле 2019 года[7].
- «Sweet Child o’ Mine» от Guns N’ Roses стало первым видео 1980-х годов, которое достигло отметки в миллиард просмотров в октябре 2019 года[8].

В мае 2014 года «Gangnam Style» стало первым видео, набравшим более двух миллиардов просмотров. «Despacito» стало первым видео, достигшим трёх миллиардов просмотров в августе 2017 года и впоследствии набравшим четыре миллиарда в октябре 2017 года, пять миллиардов в апреле 2018 года, шесть миллиардов в феврале 2019 года, семь миллиардов в октябре 2020 и восемь миллиардов в ноябре 2022.
По состоянию на январь 2022 года тридцать видеороликов превысили три миллиарда просмотров, одиннадцать из которых превышают четыре миллиарда просмотров, пять из которых превышают пять миллиардов просмотров, три из которых превышает шесть миллиардов просмотров, два из которых превышает семь миллиардов просмотров, один из которых превышает десять миллиардов просмотров. «See You Again» стало вторым видео, набравшим три миллиарда просмотров в августе 2017 года, а затем «Gangnam Style» в ноябре 2017 года. «Shape of You» стало вторым видео, набравшим четыре миллиарда просмотров в январе 2019 года, а затем «See You Again» в феврале 2019 года. «Baby Shark Dance» стало вторым видео после «Despacito», набравшим шесть и семь миллиардов просмотров в апреле и в октябре 2020 года, но стало первым видео, набравшим восемь, девять и десять миллиардов просмотров.
По состоянию на апрель 2024, самыми быстрыми видео, набравшими миллиард просмотров стали «Hello» (87 дней), «Despacito» (96 дней) и «Shape of You» (97 дней); Самыми быстрыми видео, достигнувшими двух миллиардов просмотров стали «Despacito» (154 дня), «Shape of You» (187 дней) и «Girls Like You» (293 дней); Самыми быстрыми видео, достигнувшими трёх миллиардов просмотров стали «Despacito» (203 дня) и «Shape of You» (342 дней); Самыми быстрыми видео, достигнувшими четырёх миллиардов просмотров стали «Despacito» (271 день) и «Shape of You» (708 дней).
Большинство видео в Billion View Club были коммерческими музыкальными клипами популярных исполнителей, но в список также вошли анимированные видео для детей. Среди таких видеороликов — два эпизода российского мультсериала «Маша и Медведь», «The Wheels on the Bus» британской анимационной студии Little Baby Bum и «Johny Johny Yes Papa» индийских детских телеканалов LooLoo Kids и ChuChu TV. Различные версии песни «Baby Shark Dance» в общей сложности собрали более пяти миллиардов просмотров к январю 2019 года, а оригинальная версия, опубликованная Pinkfong, превысила два миллиарда просмотров. Оригинальное видео Pinkfong сейчас является самым просматриваемым видео на сайте. 29 октября 2020 года «Baby Shark Dance» превысил 7 миллиардов просмотров, а 2 ноября он обошёл «Despacito» и стал самым просматриваемым видео на YouTube.
23 февраля 2021 года «Baby Shark Dance» преодолел отметку 8 миллиардов просмотров, 20 июля 2021 года — отметку в 9 миллиардов просмотров, а 13 января 2022 года была преодолена отметка в 10 миллиардов просмотров. «Baby Shark Dance» первое и единственное видео, набравшее более девяти миллиардов просмотров.

## Самые просматриваемые видео
В следующей таблице перечислены топ-30 самых просматриваемых видео на YouTube, с округлением до 10 миллионов просмотров.
| №                                | Название                                | Канал                                             | Просмотры (млрд) | Дата загрузки   | Прим. |
| -------------------------------- | --------------------------------------- | ------------------------------------------------- | ---------------- | --------------- | ----- |
| 1                                | «Baby Shark Dance»                      | Pinkfong Baby Shark - Kids’ Songs & Stories       | 16.14            | 18 июня 2016    | [ B ] |
| 2                                | «Despacito»                             | Луис Фонси                                        | 8.78             | 13 января 2017  | [ C ] |
| 3                                | «Wheels on the Bus»                     | Cocomelon — Nursery Rhymes                        | 7.80             | 24 мая 2018     |       |
| 4                                | «Bath Song»                             | Cocomelon — Nursery Rhymes                        | 7.12             | 2 мая 2018      | [ D ] |
| 5                                | «Johny Johny Yes Papa»                  | LooLoo Kids - Nursery Rhymes and Children’s Songs | 7.06             | 8 октября 2016  | [ E ] |
| 6                                | «See You Again»                         | Уиз Халифа                                        | 6.68             | 7 апреля 2015   | [ F ] |
| 7                                | «Shape of You»                          | Эд Ширан                                          | 6.47             | 30 января 2017  | [ G ] |
| 8                                | «Phonics Song with Two Words»           | ChuChu TV Nursery Rhymes & Kids Songs             | 6.49             | 7 августа 2014  |       |
| 9                                | «Gangnam Style»                         | Psy                                               | 5.59             | 15 июля 2012    | [ H ] |
| 10                               | «Uptown Funk»                           | Марк Ронсон                                       | 5.57             | 19 ноября 2014  | [ I ] |
| 11                               | «Учим цвета-Разноцветные яйца на ферме» | Мирошка ТВ                                        | 5.27             | 27 февраля 2018 | [ J ] |
| 12                               | «Axel F»                                | Crazy Frog                                        | 5.24             | 17 июня 2009    |       |
| 13                               | «Dame Tu Cosita»                        | Ultra Records                                     | 5.06             | 5 апреля 2018   |       |
| 14                               | «Shree Hanuman Chalisa Original Video»  | T-Series Bhakti Sagar                             | 4.72             | 10 мая 2011     |       |
| 15                               | «Маша и Медведь — Маша плюс каша»       | Get Movies                                        | 4.64             | 31 января 2012  | [ K ] |
| 16                               | «Baa Baa Black Sheep»                   | Cocomelon — Nursery Rhymes                        | 4.49             | 25 июня 2018    |       |
| 17                               | «Lakdi Ki Kathi»                        | Jingle Toons                                      | 4.43             | 14 июня 2018    |       |
| 18                               | «Waka Waka (This Time for Africa)»      | Шакира                                            | 4.24             | 5 июня 2010     |       |
| 19                               | «Sugar»                                 | Maroon 5                                          | 4.24             | 14 января 2015  |       |
| 20                               | «Counting Stars»                        | OneRepublic                                       | 4.17             | 31 мая 2013     |       |
| 21                               | «Humpty the train on a fruits ride»     | Kiddiestv Hindi — Nursery Rhymes & Kids Songs     | 4.15             | 26 января 2018  |       |
| 22                               | «Roar»                                  | Кэти Перри                                        | 4.16             | 6 сентября 2013 |       |
| 23                               | «Dark Horse»                            | Кэти Перри                                        | 4.00             | 21 февраля 2014 |       |
| 24                               | «Sorry»                                 | Джастин Бибер                                     | 3.97             | 22 октября 2015 |       |
| 25                               | «Perfect»                               | Эд Ширан                                          | 3.95             | 9 ноября 2017   |       |
| 26                               | «Baby Shark»                            | Cocomelon - Nursery Rhymes                        | 3.91             | 21 ноября 2017  |       |
| 27                               | «Thinking Out Loud»                     | Эд Ширан                                          | 3.89             | 7 октября 2014  |       |
| 28                               | «Girls Like You»                        | Maroon 5                                          | 3.83             | 31 мая 2018     |       |
| 29                               | «Let Her Go»                            | Passenger                                         | 3.83             | 26 июля 2012    |       |
| 30                               | «Faded»                                 | Алан Уокер                                        | 3.82             | 4 декабря 2015  |       |
| По состоянию на 1 июня 2025 года |                                         |                                                   |                  |                 |       |

## История видео № 1
В следующей таблице перечислены видео, которые становились самыми просматриваемыми видео на YouTube с апреля 2005 года по настоящее время.
 Текущий рекорд (⁂)
 Прежний рекорд (*)
 Удалённые видео (‡)
| Название                        | Канал                          | Просмотры*    | Дата загрузки   | Дата достижения | Количество дней в лидерстве | Ист.   | Прим. |
| ------------------------------- | ------------------------------ | ------------- | --------------- | --------------- | --------------------------- | ------ | ----- |
| «Baby Shark Dance»              | Pinkfong Kids’ Songs & Stories | 7 037 500 000 | 17 июня 2016    | 2 ноября 2020   | 1751                        | [ 36 ] |       |
| «Despacito»                     | Луис Фонси                     | 2 993 700 000 | 12 января 2017  | 4 августа 2017  | 1186                        | [ 37 ] | [ L ] |
| «See You Again»                 | Уиз Халифа                     | 2 894 000 000 | 6 апреля 2015   | 10 июля 2017    | 25                          | [ 40 ] |       |
| «Gangnam Style»⁂                | Psy                            | 803 700 000   | 15 июля 2012    | 24 ноября 2012  | 1689                        | [ 32 ] | [ M ] |
| «Baby»*                         | Джастин Бибер                  | 245 400 000   | 19 февраля 2010 | 16 июля 2010    | 862                         | [ 42 ] | [ N ] |
| «Bad Romance»                   | Леди Гага                      | 178 400 000   | 24 ноября 2009  | 14 апреля 2010  | 93                          | [ 45 ] | [ O ] |
| «Charlie Bit My Finger»‡        | HDCYT                          | 128 900 000   | 22 мая 2007     | 25 октября 2009 | 171                         | [ 48 ] |       |
| «Evolution of Dance»            | Judson Laipply                 | 118 900 000   | 6 апреля 2006   | 2 мая 2009      | 176                         | [ 49 ] |       |
| «Girlfriend»‡                   | RCA Records                    | 92 600 000    | 27 февраля 2007 | 17 июля 2008    | 289                         | [ 50 ] |       |
| «Evolution of Dance»            | Judson Laipply                 | 78 400 000    | 6 апреля 2006   | 15 марта 2008   | 124                         | [ 51 ] |       |
| «Music Is My Hot Hot Sex»‡      | CLARUSBARTEL72                 | 76 600 000    | 9 апреля 2007   | 1 марта 2008    | 14                          | [ 52 ] | [ P ] |
| «Evolution of Dance»*           | Judson Laipply                 | 10 600 000    | 6 апреля 2006   | 19 мая 2006     | 652                         | [ 55 ] | [ Q ] |
| «Pokemon Theme Music Video»‡    | Smosh                          | 4 300 000     | 28 ноября 2005  | 12 марта 2006   | 68                          | [ 56 ] | [ R ] |
| «Myspace — The Movie»‡          | eggtea                         | 2 700 000     | 31 января 2006  | 18 февраля 2006 | 22                          | [ 59 ] |       |
| «Phony Photo Booth»‡            | mugenized                      | 3 400 000     | 1 декабря 2005  | 21 января 2006  | 28                          | [ 60 ] | [ S ] |
| «The Chronic of Narnia Rap»‡    | youtubedude                    | 2 300 000     | 18 декабря 2005 | 9 января 2006   | 12                          | [ 61 ] |       |
| «Ronaldinho: Touch of Gold»‡*   | Nikesoccer                     | 255 000       | 21 октября 2005 | 31 октября 2005 | 70                          | [ 62 ] | [ T ] |
| «I/O Brush»‡*                   | larfus                         | 247 000       | 5 октября 2005  | 29 октября 2005 | 2                           | [ 64 ] |       |
| «Я в зоопарке»*                 | jawed                          | 1             | 23 апреля 2005  | 23 апреля 2005  | 189                         | [ 65 ] |       |
| По состоянию на 8 мая 2025 года |                                |               |                 |                 |                             |        |       |

- Примерное количество просмотров видео, когда оно стало самым просматриваемым видео на YouTube.

## Другие рекорды
- YouTube объявил, что 14 декабря 2021 года совокупные просмотры видео по игре Minecraft, которые публикуются на платформе с 2009 года, превысили 1 трлн просмотров, став самым популярным игровым контентом на сайте[66].
- 1 апреля 2024 года Discord выложил шуточное видео, которое по статистике YouTube собрало 1.4 млрд просмотров всего за 22 часа, став самым просматриваемым видео за сутки[67]. Однако, уже 5 апреля 2024 года YouTube скорректировал количество просмотров, уменьшив их количество с 1,4 млрд до 2,7 млн.

## Комментарии
1. ↑  Некоторые видео могут быть недоступны по всему миру из-за региональных ограничений в некоторых странах.
2. ↑  «Baby Shark Dance» стал восьмым видео, которое достигнуло 3 миллиардов просмотров 1 июля 2019 года; пятое видео, достигнувшее 4 миллиардов просмотров 25 ноября 2019 года; второе видео, достигнувшее 5 миллиардов просмотров 3 апреля 2020 года.
3. ↑  «Despacito» стал пятьдесят четвёртым видео, достигшим 1 миллиарда просмотров 20 апреля 2017 года за 96 дней;[22] двенадцатое видео, достигшее 2 миллиардов просмотров 16 июня 2017 года за 154 дня;[23][24] первое видео, достигшее 3 миллиардов просмотров 4 августа 2017 года за 204 дня[25] первое видео, достигшее 4 миллиардов просмотров 11 октября 2017 года; первое видео, достигшее 5 миллиардов просмотров 5 апреля 2018 года; первое видео, достигшее 6 миллиардов просмотров 24 февраля 2019 года; видео с наибольшим количеством лайков на YouTube, с более чем 51,5 миллионом лайков по состоянию на май 2023 года.
4. ↑  «Bath Song» стало десятым видео, которое достигло 4 миллиардов просмотров 10 мая 2021 года
5. ↑  «Johny Johny Yes Papa» является одиннадцатым видео, которое достигнуло 3 миллиардов просмотров 4 апреля 2020 года.
6. ↑  «See You Again» превзошёл «Gangnam Style» по количеству просмотров 10 июля 2017;[26][27] десятое видео, достигнувшее 1 миллиарда просмотров 7 октября 2015;[28] второе видео, достигнувшее 2 миллиардов просмотров 3 сентября 2016;[29][30] второе видео, достигнувшее 3 миллиардов просмотров 6 августа 2017;[31] третье видео, достигнувшее 4 миллиардов просмотров 7 февраля 2019; второе видео на видеохостинге по количество лайков, более 41 млн лайков по состоянию на май 2023 года
7. ↑  «Shape of You» стал четвёртым видео, которое достигнуло 3 миллиардов просмотров 7 января 2018 года; второе видео, достигнувшее 4 миллиардов просмотров 7 января 2019 года.
8. ↑  «Gangnam Style» превзошёл «Baby» по количеству просмотров 24 ноября 2012;[32] первое видео, достигнувшее 1 миллиарда просмотров 21 декабря 2012 года;[33] первое видео, достигнувшее 2 миллиардов просмотров 30 мая 2014 года;[34] третье видео, достигнувшее 3 миллиардов просмотров 25 ноября 2017 года;[35] в настоящее время удерживает рекорд по самому продолжительному нахождение на первом месте по количеству просмотров, продержавшись в лидерстве 1,689 дней (4.6 года).
9. ↑  «Uptown Funk» стало пятым видео, которое достигло 3 миллиардов просмотров 31 марта 2018 года.
10. ↑  «Учим цвета-Разноцветные яйца на ферме» стало девятым видео, которое достигло 4 миллиардов просмотров 4—6 мая 2021 года
11. ↑  «Маша плюс каша» стало шестым видео, которое достигло 3 миллиардов просмотров 27 апреля 2018 года; четвёртое видео, достигнувшее 4 миллиардов просмотров 31 июля 2019 года.
12. ↑  «Despacito» стал первым видео, достигшим 3 миллиардов просмотров 4 августа 2017 года;[38] первое видео, достигшее 4 миллиардов просмотров 11 октября 2017 года; первое видео, достигшее 5 миллиардов просмотров 5 апреля 2018 года[39] и первое видео, достигшее 6 миллиардов просмотров 24 февраля 2019 года.
13. ↑  «Gangnam Style» стал первым видео, достигнувшем 1 миллиард просмотров 21 декабря 2012 года;[33] первое видео, достигнувшее 2 миллиарда просмотров 30 мая 2014 года.[41]
14. ↑  «Baby» стало первым видео, достигнувшее 500 миллионов просмотров 28 марта 2011 года.[43][44]
15. ↑  «Bad Romance» стало первым видео, достигнувшее 200 миллионов просмотров 9 мая 2010 года.[46][47]
16. ↑  «Music Is My Hot Hot Sex» стало первым видео, достигнувшее 100 миллионов просмотров 11 марта 2008 года.[53] Затем автор видео удалил ролик четыре дня спустя и «Эволюция танца» вновь стало самым просматриваемым видео.[54]
17. ↑  «Эволюция танца» стало первым видео, достигнувшее 20 миллионов просмотров 5 июня 2006 года;[53] первое видео, достигнувшее 50 миллионов просмотров 7 июня 2007 года.[53] это единственное видео в этом списке, которое находилось на первом месте более одного раза.
18. ↑  «Pokemon Theme Music Video» стало первым видео, которое достигло 10 миллионов просмотров 6 мая 2006 года.[57] оно было удалено с YouTube в июне 2007 года за нарушение авторских прав.[58]
19. ↑  «Phony Photo Booth» стало первым видео, достигнувшее 5 миллионов просмотров 8 февраля 2006 года.[57] оно было удалено с YouTube 18 февраля 2006 года за нарушение авторских прав.
20. ↑  «Ronaldinho: Touch of Gold» стало первым видео, достигнувшее 500 000 просмотров в ноябре 3, 2005;[57][63] первое видео, достигнувшее 2 миллиона просмотров 12 декабря 2005 года.[57]